# Барлас, Симай
Сима́й Ба́рлас (тур. Simay Barlas; род. 7 мая 1999, Стамбул) — турецкая актриса

 кино и телевидения.

## Ранние годы
Симай Барлас родилась 7 мая 1999 года в Стамбуле (Турция). У неё есть старший брат  — Джем Барлас. Симай окончила Стамбульский университет Билги по специальности «Кино и телевидение».

## Карьера
Барлас дебютировала на телевидении в 2015 году, сыграв роль Ойкю в телесериале «Вдребезги». Она продолжила карьеру на телевидении с ролями второго плана — Наз Ялынай в телесериале «Он — легенда» и Гёзде Сарыяз в телесериале «Жизнь иногда сладка». С 2019 по 2020 год играла одну из главных ролей Дамлы Карачай в телесериале «Жестокий Стамбул». В 2022 году сыграла в фильме «Цифровая безопасность».

## Фильмография
| Год       |   | Русское название      | Оригинальное название | Роль                   |
| --------- | - | --------------------- | --------------------- | ---------------------- |
| 2015      | с | Вдребезги             | Paramparça            | Ойкю                   |
| 2016—2017 | с | Жизнь иногда сладка   | Hayat Bazen Tatlıdır  | Гёзде Сарыяз           |
| 2017      | с | Он — легенда          | Adı Efsane            | Наз Ялынай             |
| 2019—2020 | с | Жестокий Стамбул      | Zalim İstanbul        | Дамла Карачай / Йылмаз |
| 2020      | с | Грех матери           | Bir Annenin Günahı    | Ягмур Гюнгёр           |
| 2021—2022 | с | Азиз                  | Aziz                  | Эфнан                  |
| 2022      | ф | Цифровая безопасность | Dijital Esaret        | Дамла                  |
| 2023      | с | Омер                  | Ömer                  | Сюрейя Кутлу           |
| 2023—     | с | Дикий                 | Yabani                | Рюйя                   |